# Spinnaker Island

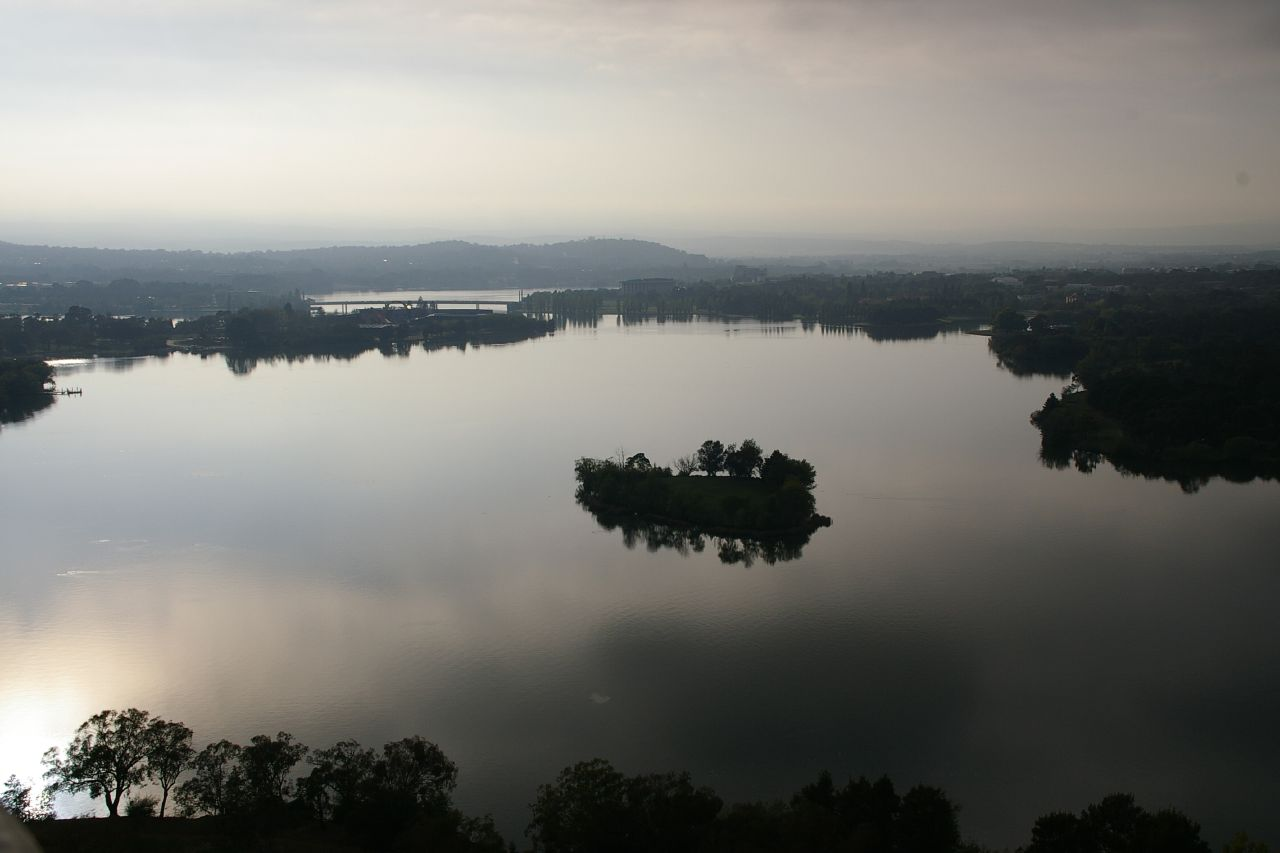
Spinnaker Island

Spinnaker Island är en ö i Lake Burley Griffin, i centrala Canberra, Australiens federala huvudstad. Ön är en av sex stycken i sjön. 